# Liste des voies du 9e arrondissement de Lyon

La liste des voies du 9e arrondissement de Lyon présente les différentes rues, quais, passages, montées et impasses du 9e arrondissement de la ville de Lyon, chef-lieu du département du Rhône et de la région Auvergne-Rhône-Alpes, en France.
- Haut – A
- B
- C
- D
- E
- F
- G
- H
- I
- J
- K
- L
- M
- N
- O
- P
- Q
- R
- S
- T
- U
- V
- W
- X
- Y
- Z

## 0-9
- Rue du 24-Mars-1852
- Avenue du 25e-Régiment-de-Tirailleurs-Sénégalais
- Rue du 3-Septembre-1944

## A
- Rue Albert-Camus
- Rue Albert-Chalinel
- Rue Albert-Falsan
- Rue Albert-Jacquard
- Place Alfred-Vanderpol
- Avenue Andreï-Sakharov
- Rue Antoine-Béroud
- Boulevard Antoine-de-Saint-Exupéry
- Rue Antonin-Laborde
- Allée de l'Aquilon
- Rue de l'Arbalétrière
- Quai Arloing
- Rue Arthur-Rimbaud
- Rue Auguste-Isaac
- Impasse Auguste-Rodin

## B
- Place Bachaga-Boualem
- Rue des Bains
- Montée des Balmes
- Boulevard de Balmont
- Montée de Balmont
- Avenue Barthélemy-Buyer
- Rue du Bas-de-Loyasse
- Chemin du Bas-Port
- Passage du Béal
- Rue du Béal
- Allée de Beaulieu-Montribloud
- Rue de Beer-Sheva
- Impasse Bellefontaine
- Rue Berjon
- Place Bernard-Schoenberg
- Rue du Bourbonnais
- Place Bourgneuf
- Rue Bourget
- Rue de Bourgogne
- Rue des Brasseries

## C
- Rue Camille-de-Neuville
- Rue de la Carrière
- Rue des Cavatines
- Avenue de Champagne
- Montée de la Chana
- Impasse du Chapeau-Rouge
- Rue du Chapeau-Rouge
- Rue de la Chapelle
- Chemin des Charbottes
- Rue Charles-Porcher
- Impasse Charavay
- Rue du Château-de-la-Duchère
- Quai Chauveau
- Rue Chinard
- Rue de la Claire
- Rue Claude-Debussy
- Rue Claude-Faye
- Rue Claude-Laboureur
- Rue Claudy
- Rue Clavière
- Esplanade Colette-Besson
- Quai du Commerce
- Rue Communieu
- Rue des Combattants-d'Afrique-du-Nord-1952-62
- Rue de la Conciergerie
- Rue des Contrebandiers
- Rue de la Corderie
- Rue Cottin
- Impasse de la Courtille

## D
- Avenue David-Ben-Gourion
- Rue Denise-Joussot
- Rue des Deux-Amants
- Rue des Deux-Places
- Rue des Docks
- Rue du Docteur-Horand
- Rue Docteur-Raffin
- Rue des Docteurs-Cordier
- Avenue Douaumont
- Rue Doyen-Georges-Chapas
- Boulevard de la Duchère
- Rue Dumas
- Place Dumas-de-Loire

## E
- Avenue d'Écully
- Rue Édith-Piaf
- Square Édouard-Mouriquand
- Rue Émile-Duport
- Rue des Érables
- Rue Ernest-Fabrègue
- Rue Eugène-Baudin

## F
- Rue Fayolle
- Rue Félix-Mangini
- Rue des Fougères
- Rue du Fort
- Rue du Four-à-Chaux
- Esplanade François-Régis-Cottin
- Rue Françoise-Giroud
- Rue de la Fraternelle
- Avenue du Frêne
- Rue Frère-Benoît

## G
- Rue Gabriel-Chevallier
- Rue de la Gare
- Quai de la Gare-d'Eau
- rue Général-Girodon
- Rue Gilgain
- Place Gisèle Halimi
- Impasse Gorge-de-Loup
- Rue Gorge-de-Loup
- Rue de la Grange
- Rue de la Gravière
- Montée du Greillon

## H
- Hameau de Trion
- Rue Hector-Berlioz
- Rue Hélène-Berthaud
- Place Henri-Barbusse
- Rue Henri-Lafoy
- Impasse de l'Horloge

## I
- Pont de l'Île-Barbe

## J
- Promenade Jacky-Maurice
- Rue Jacqueline-Descout
- Impasse des Jardins
- Quai Jaÿr
- Rue Jean-Baptiste-Chopin
- Rue Jean-Baptiste-Couty
- Rue Jean-Fournier
- Rue Jean-Marcuit
- Rue Jean-Marie-Leclair
- Place Jean-Monnet
- Rue Jean-Perrin
- Allée Jean-Quiquerez
- Rue Jean-Zay
- Rue de Jéricho
- Rue Joannès-Carret
- Rue Joannès-Masset
- Rue Jolivet
- Rue Joseph-Folliet
- Rue Jouffroy-d'Abbans

## L
- Avenue de Lanessan
- Rue Laporte
- Rue Laure-Diebold
- Esplanade Lina-Crétet
- Rue Littré
- Rue Louis-Bouquet
- Rue Louis-Loucheur

## M
- Rue Malibran
- Rue Marc-Boegner
- Rue Marcel-Cerdan
- Rue Marcel-Mouloudji
- Place du Marché
- Rue du Marché
- Rue du Maréchal-de-Lattre-de-Tassigny
- Rue Marietton
- Rue des Mariniers
- Rue Marius-Donjon
- Rue de la Martinique
- Passage Mas
- Rue Masaryk
- Impasse Masson
- Place Maurice-Bariod
- Rue Mauice-Béjart
- Square Maurice-Ravel
- Rue Michel-Rosset
- Rue de la Mignonne
- Rue du Mont-d'Or
- Chemin de Montauban
- Chemin de Montessuy
- Chemin de Montpellas
- Rue de Montribloud
- Impasse Mouillard
- Rue Mouillard
- Rue des Mûriers

## N
- Rue de la Navigation
- Rue Nérard
- Place Notre-Dame
- Rue des Nouvelles-Maisons

## O
- Montée de l'Observance
- Allée de l'Observatoire
- Rue de l'Oiselière

## P
- Impasse Paquet-Mérel
- Square Paul-Cézanne
- Quai Paul-Sédallian
- Rue de la Pépinière-Royale
- Rue Père-Louis-de-Galard
- Rue de la Persévérance
- Rue de la Piémente
- Rue Pierre-Audry
- Rue Pierre-Baizet
- Place Pierre-Puget
- Quai Pierre-Scize
- Rue Pierre-Termier
- Rue Plasson-et-Chaize
- Avenue du Plateau
- Rue des Plâtriers
- Rue du Pont-Cotton
- Place du Pont-Mouton
- Rue des Prés
- Rue du Professeur-Guérin
- Rue Professeur-Patel

## R
- Quai Raoul-Carrié
- Avenue René-Cassin
- Rue Renée-Sabran
- Rue Rhin-et-Danube
- Rue des Rivières
- Place de la Rhodiaceta
- Pont Robert-Schumann
- Rue Robert-Wolville
- Rue Roger-Fenech
- Rue Roger-Salengro
- Rue Roquette
- Avenue Rosa-Parks

## S
- Rue de Saint-Cyr
- Place Saint-Didier
- Rue Saint-Didier
- Impasse Saint-Louis
- Rue Saint-Pierre-de-Vaise
- Grande rue de Saint-Rambert
- Rue Saint-Simon
- Montée de la Sarra
- Rue de la Sauvagère
- Allée de la Sauvegarde
- Avenue de la Sauvegarde
- Rue du Sergent-Michel-Berthet
- Avenue Sidoine-Apollinaire
- Chemin de la Source
- Avenue des Sources
- Rue du Souvenir
- Rue de la Sparterie
- Rue Sylvain-Simondan

## T
- Impasse des Tanneurs
- Rue des Tanneurs
- Rue Tissot
- Rue Transversale
- Impasse de la Trappe
- Rue du Trève
- Rue des Trois-Maisons
- Rue des Tuileries

## V
- Grande rue de Vaise
- Place Valmy
- Rue Velten
- Impasse Victor-Muhlstein
- Rue Victor-Muhlstein
- Rue Victor-Schœlcher
- Rue des Villas